# طرف (شرکت)
طرف (انگلیسی: Taraf) شرکت انتشارات و خبرگزاری ترکیه‌ای است، که در سال ۲۰۰۲ توسط بسار ارسلان تأسیس شد.